# 고흥 능가사 목조사천왕상
고흥 능가사 목조사천왕상(高興 楞伽寺 木造四天王像)은 대한민국 전라남도 고흥군 점암면, 능가사에 있는 조선시대의 사천왕상이다. 2000년 6월 20일 전라남도의 유형문화재 제224호로 지정되었다.

## 개요
능가사의 천왕문에 모셔져 있는 4구의 사천왕상으로, 사천왕은 불법을 수호하는 호법신이다.
능가사는 신라 눌지왕 3년(419)에 아도화상이 창건하였고, 창건 당시에는 ‘보현사’라 이름하였다 한다. 임진왜란으로 불에 타 버린 것을 인조 22년(1644) 정현대사가 다시 건물을 지어 ‘능가사’로 고쳐 불렀다. 사천왕상이 있는 천왕문은 조선 현종 7년(1666)에 처음 지어진 후 순조 24년(1824), 1931년에 다시 고쳐 지어졌다.
이 사천왕상은 천왕문과 함께 만들어진 것으로 현종 7년(1666)에 조성되었다. 나무로 만들어진 이 사천왕상은 원통모양의 보주에 특이하게도 동방지국천왕은 비파, 남방증장천왕은 칼, 서방광목천왕은 뱀을 쥐고 있는 모습이다. 이는 원나라 라마교의 영향을 받은 것았기 때문인 것으로 보인다.
능가사의 사천왕상은 만들어진 시기가 확실하여 다른 문화재의 시기 추정에 기준이 될 수 있는 역사적 자료이다.

## 갤러리

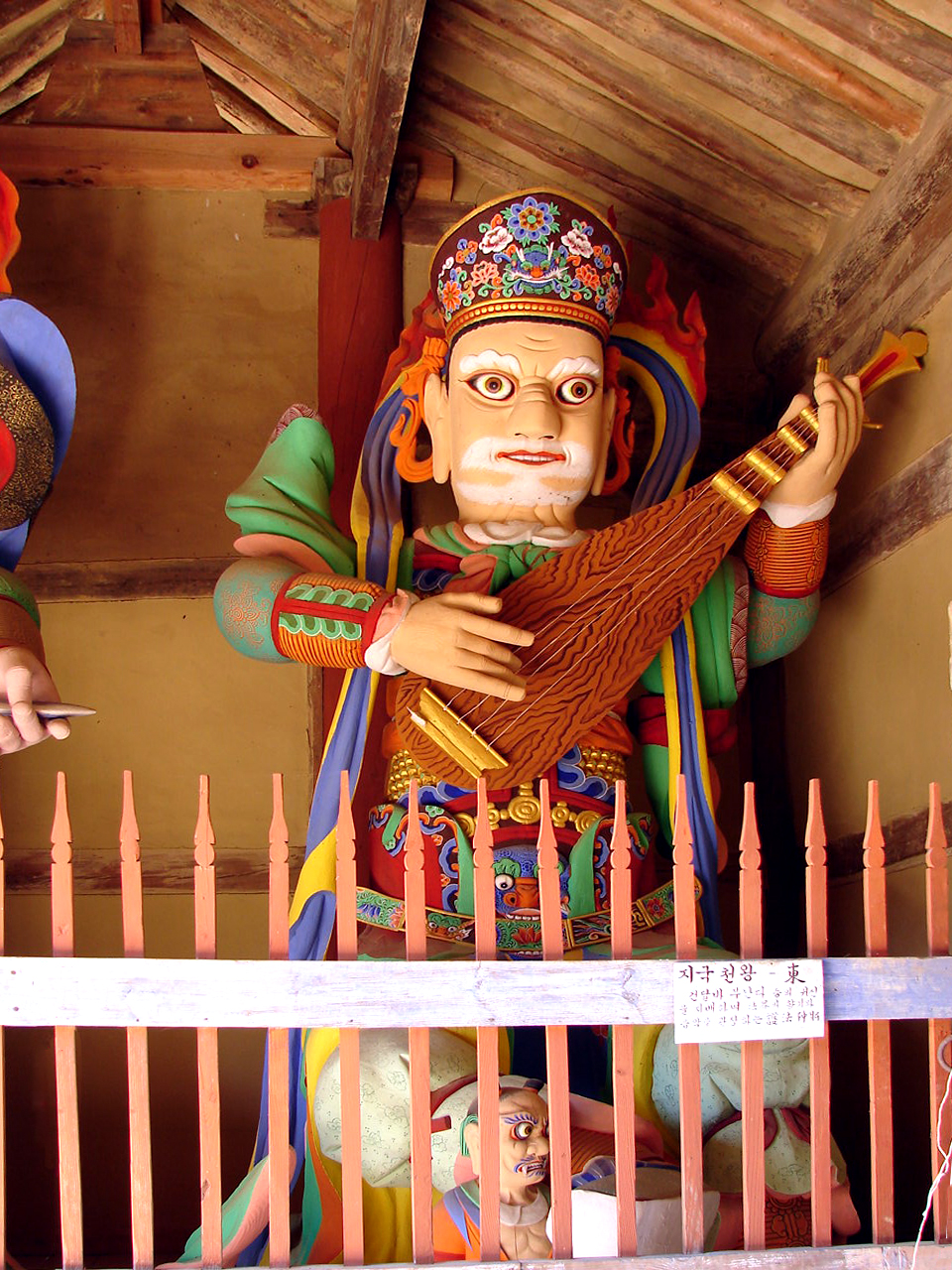
동방 지국천왕
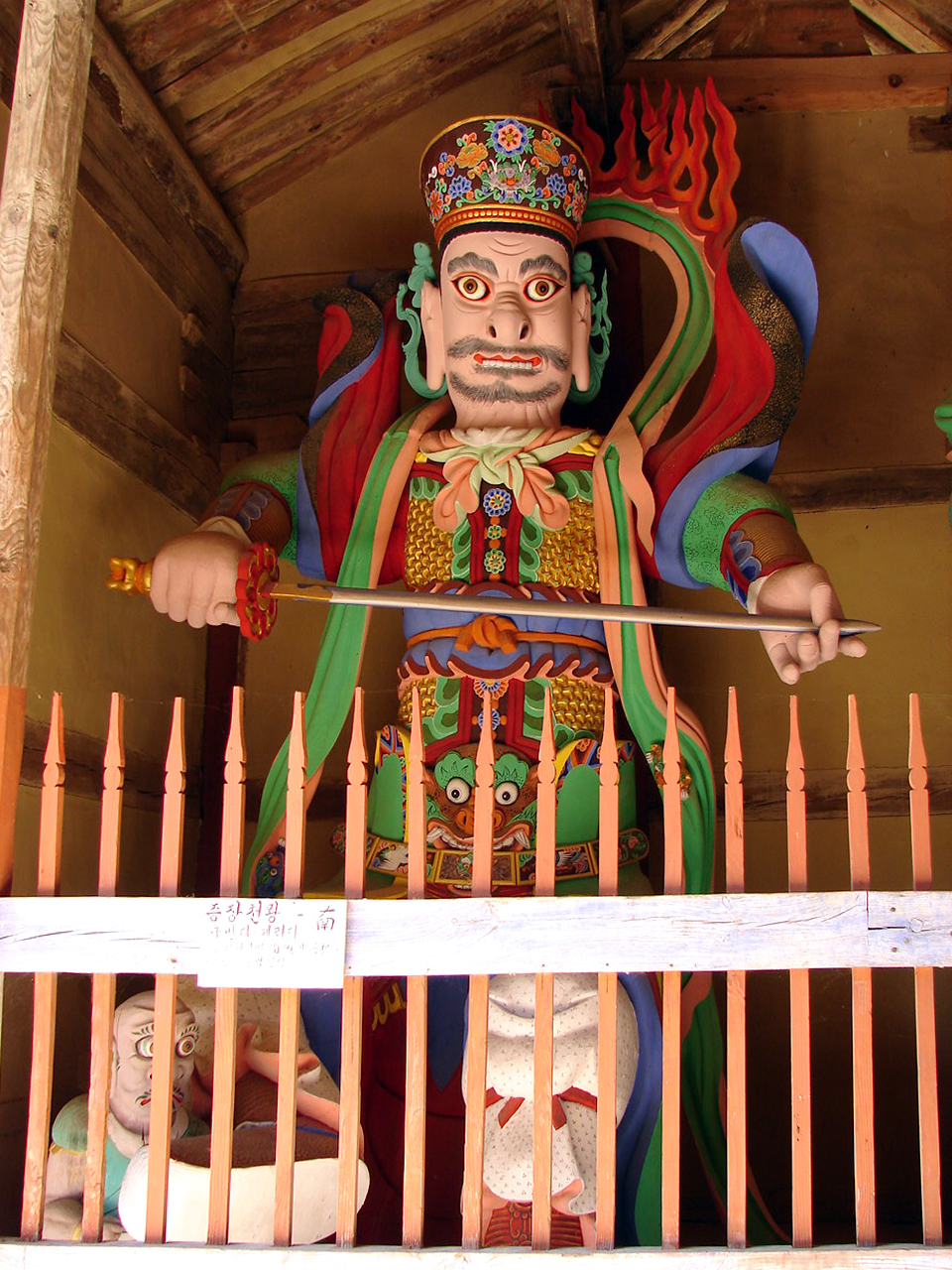
남방 증장천왕
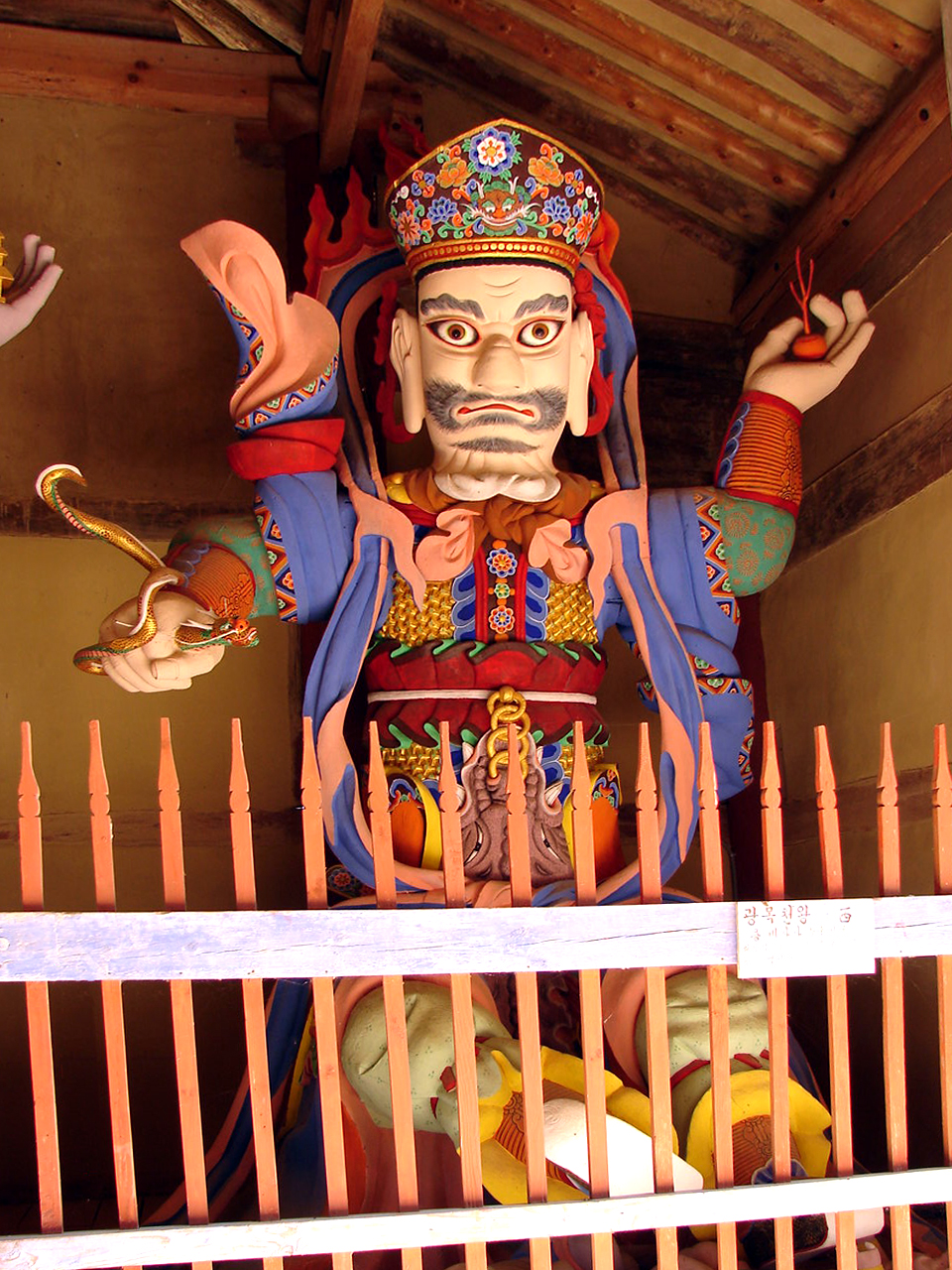
서방 광목천왕

## 같이 보기
- 능가사
- 사왕천

## 참고 문헌
- 고흥능가사목조사천왕상 - 국가유산청 국가유산포털